# Rise (canción de Jonas Blue)
«Rise» es una canción del DJ británico y productor musical Jonas Blue con el dúo estadounidense de pop-rap Jack & Jack. Fue lanzado el 25 de mayo de 2018 por Positiva Records y Virgin EMI Records. La canción alcanzó el número tres en la lista de sencillos del Reino Unido, convirtiéndose en el cuarto éxito de Blue en el top 10 del Reino Unido. Es el sexto sencillo del álbum debut de Blue, Blue. La canción también se incluye en el álbum de estudio debut de Jack & Jack, A Good Friend Is Nice.
El 9 de marzo de 2019 se lanzó una versión relanzada con el grupo de chicas coreano-japonesas Iz One.

## Lista de canciones
| Descarga digital |                                |          |  |
| N.º              | Título                         | Duración |  |
| 1.               | «Rise» (featuring Jack & Jack) | 3:14     |  |

| Descarga digital – club mix |                                                                    |          |  |
| N.º                         | Título                                                             | Duración |  |
| 1.                          | «Rise» (featuring Jack & Jack) (Jonas Blue & Eden Prince club mix) | 4:26     |  |

| Descarga digital – acoustico |                                      |          |  |
| N.º                          | Título                               | Duración |  |
| 1.                           | «Rise» (with Jack & Jack) (acoustic) | 3:52     |  |

| Descarga digital – remixes |                                                |          |  |
| N.º                        | Título                                         | Duración |  |
| 1.                         | «Rise» (with Jack & Jack) (TV Noise Ibiza mix) | 3:39     |  |
| 2.                         | «Rise» (with Jack & Jack) (Blanke remix)       | 3:37     |  |

| Descarga digital – remixes, parte 2 |                                              |          |  |
| N.º                                 | Título                                       | Duración |  |
| 1.                                  | «Rise» (with Jack & Jack) (Retrovision mix)  | 3:10     |  |
| 2.                                  | «Rise» (with Jack & Jack) (Dark Heart remix) | 3:28     |  |

| CD sencillo |                                                                    |          |  |
| N.º         | Título                                                             | Duración |  |
| 1.          | «Rise» (featuring Jack & Jack) (original version)                  | 3:14     |  |
| 2.          | «Rise» (featuring Jack & Jack) (Jonas Blue & Eden Prince club mix) | 4:26     |  |

| Descarga digital (featuring Iz One) – sencillo |                           |          |  |
| N.º                                            | Título                    | Duración |  |
| 1.                                             | «Rise» (featuring Iz One) | 3:12     |  |

## Posicionamiento en listas
| Lista (2018–2019)                           | Mejor posición |
| ------------------------------------------- | -------------- |
| Alemania (Media Control AG)                 | 8              |
| Australia (ARIA)                            | 7              |
| Austria (Ö3 Austria Top 40)                 | 2              |
| Bélgica (Flandes) (Ultratop 50)             | 5              |
| Bélgica (Valonia) (Ultratop 50)             | 9              |
| Canadá (Canadian Hot 100)                   | 39             |
| Croacia Airplay (HRT)                       | 5              |
| Dinamarca (Tracklisten)                     | 20             |
| Escocia (Scottish Singles Sales Chart)      | 2              |
| Eslovaquia (Rádio Top 100)                  | 2              |
| Eslovaquia (Singles Digitál Top 100)        | 4              |
| Eslovenia (SloTop50)                        | 3              |
| España (PROMUSICAE)                         | 60             |
| Estados Unidos (Bubbling Under Hot 100)     | 9              |
| Estados Unidos (Hot Dance Club Songs)       | 1              |
| Estados Unidos (Dance/Mix Show Airplay)     | 5              |
| Estados Unidos (Hot Dance/Electronic Songs) | 9              |
| Estados Unidos (Mainstream Top 40)          | 37             |
| Francia (SNEP)                              | 29             |
| Hungría (Dance Top 40)                      | 30             |
| Hungría (Rádiós Top 40)                     | 2              |
| Hungría (Single Top 40)                     | 12             |
| Hungría (Stream Top 40)                     | 3              |
| Irlanda (IRMA)                              | 3              |
| Italia (FIMI)                               | 54             |
| Japón (Japan Hot 100)                       | 44             |
| Letonia (Latvijas Top 40)                   | 13             |
| Nueva Zelanda (Recorded Music NZ)           | 13             |
| Noruega (VG-lista)                          | 10             |
| Países Bajos (Dutch Top 40)                 | 3              |
| Países Bajos (Mega Single Top 100)          | 9              |
| Polonia (Polish Airplay Top 100)            | 7              |
| Portugal (AFP)                              | 11             |
| Reino Unido (UK Singles Chart)              | 3              |
| República Checa (Rádio Top 100)             | 1              |
| República Checa (Singles Digitál Top 100)   | 3              |
| Rumania (Airplay 100)                       | 11             |
| Singapur (RIAS)                             | 5              |
| Suecia (Sverigetopplistan)                  | 14             |
| Suiza (Schweizer Hitparade)                 | 10             |
| Ucrania Airplay (Tophit)                    | 80             |

| Lista (2018)                                          | Posición |
| ----------------------------------------------------- | -------- |
| Alemania (Official German Charts)                     | 29       |
| Australia (ARIA)                                      | 29       |
| Austria (Ö3 Austria Top 40)                           | 9        |
| Bélgica (Ultratop Flanders)                           | 27       |
| Bélgica (Ultratop Wallonia)                           | 39       |
| Dinamarca (Tracklisten)                               | 80       |
| Estados Unidos Dance Club Songs (Billboard)           | 17       |
| Estados Unidos Dance/Mix Show Airplay (Billboard)     | 43       |
| Estados Unidos Hot Dance/Electronic Songs (Billboard) | 18       |
| Irlanda (IRMA)                                        | 22       |
| Israel (Galgalatz)                                    | 28       |
| Países Bajos (Dutch Top 40)                           | 8        |
| Países Bajos (Single Top 100)                         | 17       |
| Polonia (ZPAV)                                        | 36       |
| Reino Unido (Official Charts Company)                 | 41       |
| Rumania (Airplay 100)                                 | 64       |
| Suecia (Sverigetopplistan)                            | 51       |
| Suiza (Schweizer Hitparade)                           | 29       |

## Historial de lanzamiento
| Región         | Fecha               | Formato                      | Sello      | Ref.   |
| -------------- | ------------------- | ---------------------------- | ---------- | ------ |
| Varios         | 25 de mayo de 2018  | Descarga digital             | Positiva   | [ 2 ]  |
| Estados Unidos | 3 de julio de 2018  | Radio de golpe contemporáneo | Capitol    | [ 68 ] |
| Alemania       | 3 de agosto de 2018 | CD solo                      | Virgen EMI | [ 7 ]  |